# Рентерия, Эмилио
Эмилио Рентерия (исп. Emilio Rentería; род. 9 октября 1984, Каракас, Венесуэла) — венесуэльский футболист, нападающий

## Клубная карьера
Эмилио Рентерия начал свою карьеру в 2001 году в испанском клубе «Леванте». В 2004 году вернулся на родину, и подписал контракт с венесуэльским клубом «Депортиво Италия», где забил 12 голов в течение сезона. В 2005 году Эмилио присоединился к клубу «Унион Атлетико Маракайбо», где в течение двух сезонов (2005—2007) забил 14 голов.
С 2007 по 2009 годы играл за клуб «Каракас».
19 августа 2009 года присоединился к американскому клубу «Коламбус Крю». В течение сезона 2010/2011 смог доказать свою ценность для команды. Свой первый гол в клубе забил 20 мая 2010 года, играя против «Нью-Йорк Ред Буллз». 17 июля 2010 года забил еще один гол в ворота «Нью-Йорк Ред Буллз» во время победного матча со счетом 2:0. 24 июля 2010 года забил гол в первом тайме против «Хьюстон Динамо». В 2012 году «Коламбус Крю» отказался продлить контракт Эмилио.
21 февраля 2013 года подписал новый контракт с уругвайским клубом «Дефенсор Спортинг».

## Сборная
Эмилио Рентерия выступал за сборные Венесуэлы до 17 лет и до 20 лет.
В 2008—2014 годах играл за национальную сборную Венесуэлы.

## Награды
- Второй дивизион Испании по футболу 2003/2004